# 魯珀斯維爾

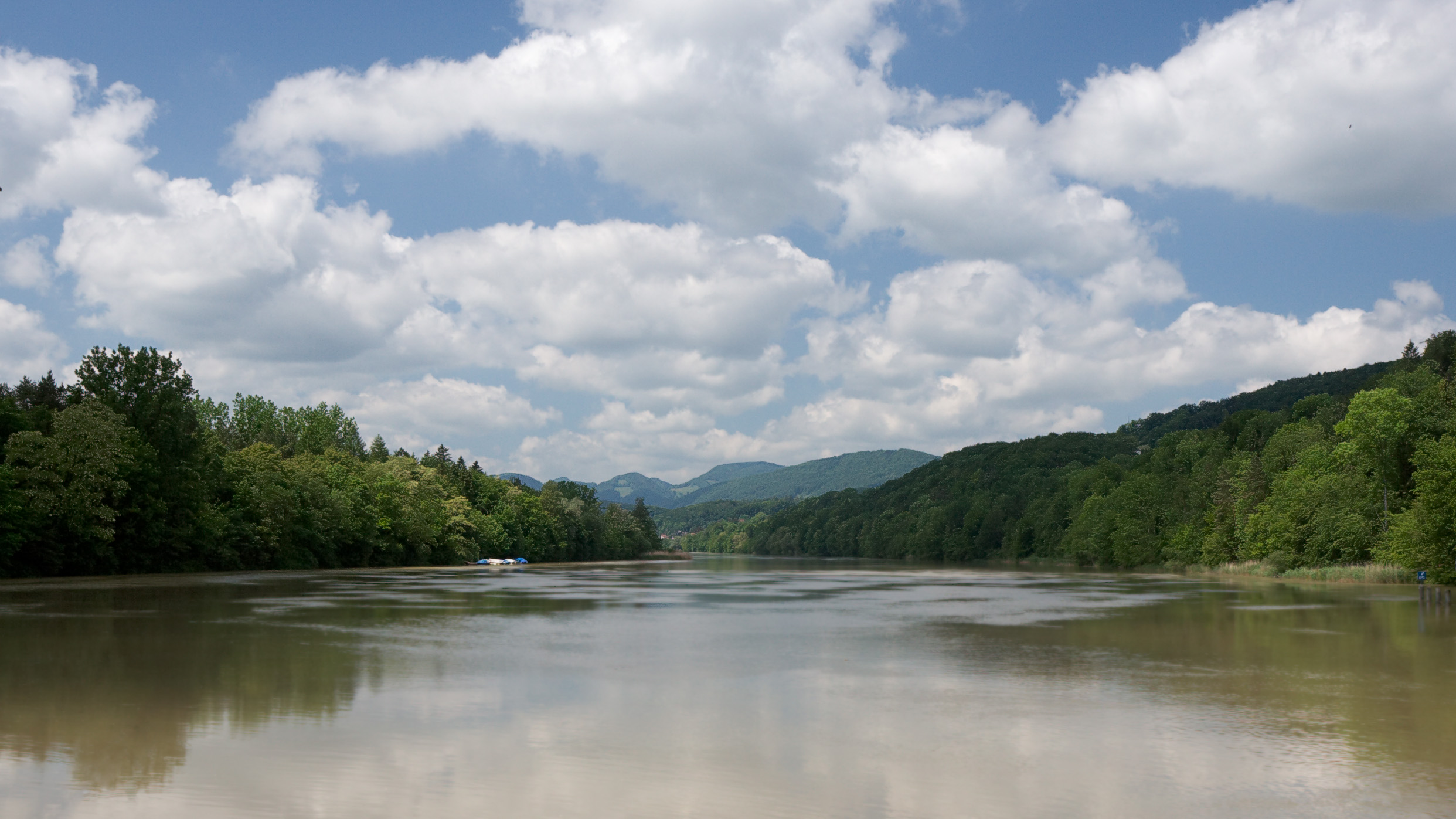

魯珀斯維爾是瑞士的城鎮，位於該國北部，由阿爾高州負責管轄，面積6.21平方公里，海拔高度373米，2012年人口4,691，一半人口信奉基督教，人口密度每平方公里755人。